# Maxwell Konadu
Maxwell Konadu, född den 4 december 1972 i Kumasi, är en ghanansk fotbollsspelare som tog OS-brons i herrfotbollsturneringen vid de olympiska sommarspelen 1992 i Barcelona. 